# Соглашение Сикорского — Майского
Соглашение о восстановлении дипломатических отношений между СССР и правительством Польской Республики в изгнании (более известен как «договор (соглашение) Майского — Сикорского» или «Сикорского — Майского») — двусторонний договор, подписанный 30 июля 1941 года премьер-министром польского правительства в изгнании генералом Владиславом Сикорским и послом СССР в Великобритании И. М. Майским в здании МИД Великобритании в присутствии британского министра иностранных дел Э. Идена и премьер-министра У. Черчилля.
Восстанавливая прекращённые 17 сентября в одностороннем порядке дипломатические отношения, Советское правительство признавало советско-германские договоры 1939 года утратившими силу в части территориальных изменений в Польше. СССР согласился на формирование на советской территории польской армии под польским командованием, в оперативном отношении подчинённой советскому Верховному Командованию. В приложении к соглашению указывалось, что Советское Правительство предоставляет амнистию всем польским военнопленным и содержащимся в заключении на советской территории польским гражданам. Польскому правительству не удалось добиться аннулирования советско-литовского договора о передаче Вильно. Основными результатами этого соглашения стало: формирование Армии Андерса и освобождение более 400 тысяч польских граждан, находящихся в СССР, из мест ссылки, депортации и заключения.
25 апреля 1943 года СССР вновь разорвал дипломатические отношения с польским правительством в Лондоне, обвинив его в сотрудничестве с немцами, после того как польское правительство согласилось на расследование Международного Красного Креста на оккупированной немцами территории в отношении захоронений в Катынском лесу.

## Предыстория
23 августа 1939 года был подписан Договор о ненападении между Германией и Советским Союзом (также известен как пакт Молотова — Риббентропа) и Секретный дополнительный протокол к нему с описанием «границы сфер интересов» сторон «в случае территориально-политического переустройства» Прибалтики и Польши. После начала Второй мировой войны в Европе 1 сентября 1939 года польская армия оказалась не способна противостоять агрессии Германии. Англия и Франция, заключившие с Польшей союзнические договоры, фактически бросили её на произвол судьбы.
В Польше нарастала дезорганизация. 1 сентября Варшаву покинул президент И. Мосцицкий, 4 сентября началась эвакуация правительственных учреждений. 5 сентября из Варшавы выехало правительство, а в ночь на 7 сентября — и главнокомандующий Э. Рыдз-Смиглы. Ставка была перенесена в Брест, с 10 сентября — во Владимир-Волынский, с 13 сентября — в Млынов (близ Дубно), а 15 сентября — в Коломыю. С 14 сентября там уже пребывал Мосцицкий. 9—11 сентября польское руководство вело переговоры с Францией о предоставлении убежища для правительства. 16 сентября начались польско-румынские переговоры о транзите польского руководства во Францию, и 17 сентября правительство перешло на территорию Румынии, где было интернировано.
17 сентября 1939 года послу Польши в СССР была вручена нота, в которой указывалось, что «Польское государство и его правительство фактически перестали существовать», а подразделения Киевского и Белорусского военных округов вторглись в Польшу для присоединения её территорий, не оккупированных немцами, к СССР.
28 сентября 1939 года между СССР и Германией был заключен «Германо-Советский Договор о дружбе и границе между СССР и Германией», установивший границы между обоюдными государственными интересами сторон на территории бывшего Польского государства.

## Подписание
После нападения Германии на СССР, 22 июня 1941 года глава польского правительства в изгнании Владислав Сикорский выступил по радио с обращением к народу оккупированной Польши. В речи прозвучали слова, которые можно было расценить как предложения о сотрудничестве с СССР.
3 июля народный комиссариат иностранных дел (НКИД) направил послу СССР в Лондоне И. М. Майскому телеграмму, в которой Советское правительство выражало своё согласие начать переговоры о заключении с польским правительством в Лондоне соглашения о взаимопомощи. В телеграмме отмечалось, что СССР выступает за создание независимого польского государства в границах национальной Польши, включая некоторые города и области, недавно отошедшие к СССР, причём вопрос о характере государственного режима Польши Советское правительство считает внутренним делом самих поляков.
Переговоры происходили с 5 по 30 июля 1941 года в Лондоне при посредничестве Э.-Р. Идена, а в Москве — в ходе бесед наркома иностранных дел СССР Молотова с послом Великобритании Стаффордом Криппсом. Польская сторона прежде всего выдвинула проблему границ, которые, по её мнению, должны были соответствовать границам на 31 августа 1939 года. Советская же сторона предложила отложить рассмотрение вопроса о советско-польской границе до окончания войны, и пока сосредоточиться на создании польских вооруженных сил на территории СССР. Английское правительство оказало давление на кабинет Сикорского, поскольку не скрывало намерений наладить, по крайней мере в тот период, сотрудничество с СССР в войне против Германии. 15 июля во время встречи в МИД министр иностранных дел Англии А. Иден прямо заявил Сикорскому и сопровождавшему его А. Залесскому: «Хотите, господа, или не хотите, а договор с Советским Союзом должен быть подписан». В то же время в составе самих польских переговорщиков выявились противники подписания соглашения без признания СССР территориальных требований. Разногласия привели к отставке в знак протеста против подписания договора с СССР трёх министров и к конфликту Сикорского с президентом Польши в изгнании Рачкевичем. Наконец, 21 июля Сикорский информировал Идена, что после длительной и чрезвычайно трудной дискуссии (на заседании кабинета министров) его подход относительно договора с Советами получил поддержку. В то же время президент правительства в изгнании Рачкевич пригрозил отказом ратифицировать соглашение, если он будет подписан. Сикорский, поставив Рачкевича в известность, что на основании соглашения от 30 января 1939 года он обладает полномочиями для подписания без согласия президента, от имени правительства подписал соглашение с СССР.
Подписание произошло 30 июля 1941 года в здании МИД Великобритании в присутствии британского министра иностранных дел А. Идена и Черчилля. Со стороны СССР соглашение было подписано послом СССР в Лондоне Великобритании И. М. Майским.

## Текст соглашения
1. Правительство СССР признаёт советско-германские договоры 1939 года касательно территориальных перемен в Польше утратившими силу. Польское правительство заявляет, что Польша не связана никаким соглашением с какой-либо третьей стороной, направленным против Советского Союза.
2. Дипломатические сношения будут восстановлены между обоими Правительствами по подписании настоящего Соглашения и будет произведён немедленный обмен послами.
3. Оба правительства взаимно обязуются оказывать друг другу всякого рода помощь и поддержку в настоящей войне против гитлеровской Германии.
4. Правительство СССР выражает своё согласие на создание на территории СССР польской армии под командованием, назначенным Польским Правительством с согласия Советского правительства. Польская армия на территории СССР будет действовать в оперативном отношении под руководством Верховного командования СССР, в составе которого будет состоять представитель польской армии. Все детали относительно организации командования и применения этой силы будут разрешены последующим соглашением.
5. Настоящее соглашение вступает в силу немедленно с момента его подписания и ратификации не подлежит. Настоящее соглашение составлено в 2-х экземплярах, каждый из них на польском и русском языках, причём оба текста имеют одинаковую силу.

К соглашению прилагался Протокол следующего содержания:
- Советское Правительство предоставляет амнистию всем польским гражданам[англ.], содержащимся ныне в заключении на советской территории в качестве ли военнопленных или на других достаточных основаниях, со времени восстановления дипломатических сношений.

## Результаты соглашения
12 августа 1941 года Президиум Верховного Совета СССР издал указ об амнистии, содержание которого было аналогично протоколу, приложенному к соглашению от 30 июля. В этот же день Совнарком и ЦК ВКП(б) приняли обширное постановление «О порядке освобождения и направления польских граждан, амнистируемых согласно Указу Президиума Верховного Совета СССР». Оно предписывало освободить: а) всех военнопленных и интернированных военнослужащих польской армии; б) осуждённых к заключению в тюрьмы и исправительно-трудовые лагеря, а также находящихся под следствием; в) направленных в спецпоселки из западных районов УССР и БССР осадников, лесников, членов семей ранее репрессированных лиц и спецпоселенцев других категорий. Освобождённым польским гражданам разрешалось свободное проживание на территории СССР за исключением приграничных районов, режимных городов I и II категории, запретных зон, местностей, объявленных на военном положении. Постановление обязывало местные советские и партийные органы оказывать содействие освобождённым, в первую очередь женщинам с детьми, в их устройстве на работу и предоставлении им жилплощади. Устанавливались и пункты формирования польских военных частей первой очереди.
В тех областях, где имелось большое число польских граждан, стали открываться представительства польского посольства, организовываться склады одежды и продовольствия, поступавшего из США и Англии. На узловых станциях была создана польская информационная служба, которая направляла мужчин призывного возраста и добровольцев в места формирования воинских частей, предоставляла людям помощь. Посольство выдавало польские паспорта, организовывало культурные и религиозные мероприятия. На основе опросов всех освобождавшихся была составлена картотека польских граждан в СССР.

14 августа было разработано и подписано военное соглашение, которое предусматривало создание в кратчайший срок на территории СССР польской армии, составляющей «часть вооруженных сил суверенной Польской Республики», которой будут присягать на верность её военнослужащие. Армия предназначалась для совместной с войсками СССР и иных союзных держав борьбы против гитлеровской Германии и по окончании войны должна была вернуться в Польшу. Предполагалось отправить польские части на фронт только по достижении ими полной боевой готовности, которая так и не была ими достигнута до перемещения их в Иран в 1943 году.
1 октября Берия сообщил Сталину и Молотову о том, что из 391 575 польских граждан, находившихся в местах заключения и в ссылке, к 27 сентября освобождены из тюрем и лагерей ГУЛАГа 50 295 человек, из лагерей военнопленных — 26 297 и, кроме того, 265 248 спецпоселенцев. На формирование Армии Андерса к этому времени были направлены 25 115 бывших военнопленных. Туда же прибыли и 16 647 освобождённых из тюрем, лагерей и спецпоселений; ещё 10 000 человек находились в пути.